# Хворостянов, Илья Алексеевич
Илья Алексеевич Хворостянов (20 июля 1914, с. Салтыково, Курская губерния — 19 февраля 1988, Ленинград) — советский военачальник, вице-адмирал (25.10.1967). Герой Советского Союза (14.09.1945).

## Биография
Родился 7 июля 1914 года в селе Салтыково (ныне Губкинского городского округа Белгородской области). Окончил Салтыковскую начальную школу, школу-семилетку в городе Старый Оскол, два курса рабфака и Орловский техникум семеноводства. Работал техником-нормировщиком в совхозе в Россошанском районе.
В Военно-Морском Флоте с июня 1935 года. В 1939 году окончил Военно-морское береговой обороны имени ЛКСМУ в Севастополе. С июня 1939 года по декабрь 1952 года служил на Амурской военной флотилии (АВФ) — командир катера, с декабря 1940 года — командир отряда бронекатеров Иманского отдельного дивизиона речных кораблей. С марта по июль 1943 года учился на отделении штабных командиров Высших специальных классов командного состава ВМФ. Член ВКП(б) с 1940 года.
С июля 1943 года — начальник штаба Уссурийского отдельного дивизиона речных кораблей АВФ. С октября 1943 года — командир Ханкайского отдельного отряда речных бронекатеров АВФ. Отряд базировался на озере Ханка, часть побережья которого находилась под контролем японских войск, оккупировавших Маньчжурию.
Командир Ханкайского отдельного отряда бронекатеров капитан-лейтенант Илья Алексеевич Хворостянов проявил отвагу и геройство в советско-японской войне в августе 1945 года. Лично руководил серией десантных и набеговых операций 1-го отряда в период с 9-го по 14 августа 1945 года на озере Ханка. В районе Юнфандунь был разгромлен штаб японской комендатуры, в базе японского отряда речных кораблей были уничтожены 2 сторожевых речных катеров японцев, уничтожены укреплённые позиции и захвачено боевое знамя. Совместно с пограничниками капитан-лейтенант Хворостянов И. А. успешно высадил армейский десант, овладевший этим населённым пунктом. Дивизион разгромил прибрежные оборонительные позиции японских войск и способствовал успешному наступлению сухопутных войск на этом участке фронта. Дивизион был награждён орденом Нахимова и получил почётное наименование «Ханкайский», десятки краснофлотцев и командиров были представлены к награждению орденами, а командир дивизиона — к присвоению звания Героя Советского Союза.
Указом Президиума Верховного Совета СССР от 14 сентября 1945 года за мужество и героизм, проявленные в борьбе, капитан-лейтенанту Хворостянову Илье Алексеевичу присвоено звание Героя Советского Союза с вручением ордена Ленина и медали «Золотая Звезда».
После войны И. А. Хворостянов продолжал службу в ВМФ СССР. С февраля 1946 года — командир 6-го отдельного дивизиона бронекатеров Амурской военной флотилии. С декабря 1948 года — начальник отдела в штабе этой флотилии, в декабре 1949 года убыл на учёбу.

Могила И. А. Хворостянова на Серафимовском кладбище Санкт-Петербурга

В декабре 1952 года окончил с отличием Военно-морскую академию имени К. Е. Ворошилова. С декабря 1952 года служил в Морском Генеральном штабе. С января 1953 года — военный советник командующего Дунайской военной флотилии Болгарской народной армии. Когда 1 ноября 1954 года в посёлке Нёнокса в 40 километрах от города Молотовска было начато формирование 21-го полигона Военно-Морских Сил СССР, первым его начальником в марте 1955 года был назначен капитан 2-го ранга Хворостянов И. А. В декабре 1964 года контр-адмирал (воинское звание присвоено 7 мая 1960 года) Хворостянов И. А. был назначен заместителем начальника 4-го института ВМФ по ракетному вооружению в Ленинграде. С января 1965 года — начальник Черноморского Высшего военно-морского училища имени П. С. Нахимова. С ноября 1971 года — заместитель начальника ордена Ленина Высших специальных офицерских классов по учебной работе.
С июня 1974 года вице-адмирал И. А. Хворостянов в запасе. Жил в городе-герое Ленинграде. Скончался 19 февраля 1988 года. Похоронен на Серафимовском кладбище (3-й вязовый участок) в Санкт-Петербурге.

## Награды
- Герой Советского Союза (14.09.1945)
- Орден Ленина (14.09.1945)
- Четыре ордена Красного Знамени (23.08.1945, 20.09.1945, 30.12.1956, 26.06.1959)
- Орден Отечественной войны 1-й степени (11.03.1985)
- Два ордена Трудового Красного Знамени (1959, 1970)
- Орден Красной Звезды (15.11.1950)
- Медаль «За боевые заслуги» (10.11.1945)
- медали СССР.

## Память
- Почётный гражданин города Губкина.
- На здании школы № 10 в городе Губкин установлена мемориальная доска в честь Героя.
- Мемориальная доска установлена в городе Северодвинске на доме, в котором жил И. А. Хворостянов.